# Capparis jacobsii
Capparis jacobsii là một loài thực vật có hoa trong họ Capparaceae. Loài này được Hewson mô tả khoa học đầu tiên năm 1982.